# Le Berceau vide (film)
Pour plus de détails, voir Fiche technique et Distribution.
Le Berceau vide est un film muet français réalisé par Georges Monca, sorti en 1910.

## Fiche technique
- Titre : Le Berceau vide
- Réalisation : Georges Monca
- Scénario : Ernest Daudet
- Photographie :
- Montage :
- Société de production : Société cinématographique des auteurs et gens de lettres (S.C.A.G.L), Série d'Art Pathé frères (SAPF)
- Société de distribution : Pathé Frères
- Pays d'origine :  France
- Langue : film muet avec les intertitres  en français
- Métrage : 195 mètres
- Format : Noir et blanc — 35 mm — 1,33:1 — Muet
- Genre :  Comédie dramatique
- Durée : 6 minutes et 30 secondes
- Dates de sortie : 
  -  France : 27 mai 1910

## Distribution
- Henry Krauss : l'agent
- Charlotte Barbier-Krauss : la femme
- Gina Barbieri : la grand-mère